# Джанп'єтро Заппа
Джанп'єтро Заппа (італ. Gianpietro Zappa, 11 лютого 1956, Бьоджо — 8 травня 2005, Лугано) — швейцарський футболіст, що грав на позиції захисника.
Виступав, зокрема, за клуби «Цюрих» та «Лозанна», а також національну збірну Швейцарії.

## Клубна кар'єра
У дорослому футболі дебютував 1975 року виступами за команду «Лугано», в якій провів три сезони. Своєю грою за цю команду привернув увагу представників тренерського штабу клубу «Цюрих», до складу якого приєднався 1977 року. Відіграв за команду з Цюриха наступні сім сезонів своєї ігрової кар'єри і у 1981 році став з командою чемпіоном Швейцарії. Всього він провів за клуб 260 ігор в усіх турнірах і забив 37 голів
1984 року уклав контракт з клубом «Лозанна», у складі якого провів наступні два роки своєї кар'єри гравця, а завершив ігрову кар'єру у рідній команді «Лугано», повернувшись до неї 1987 року і захищав її кольори до припинення виступів на професійному рівні у 1989 році.

## Виступи за збірну
22 травня 1979 року дебютував в офіційних матчах у складі національної збірної Швейцарії в грі відбору на Євро-1980 проти Ісландії (2:0), в якій забив гол
Загалом протягом кар'єри у національній команді, яка тривала 5 років, провів у її формі 23 матчі, забивши 3 голи.

## Титули і досягнення
- Чемпіон Швейцарії (1):

«Цюрих»: 1980/81

## Смерть
Помер 8 травня 2005 року на 50-му році життя у клініці Лугано від раку.